# 함사

함사

함사(Hamsa)는 주로 중동에서 사용되는 사시로부터 자신을 지키기 위한 부적이다. 이슬람교 사회에서는 파티마의 손으로 알려져 있다. 튀르키에에서는 파란 눈의 모양 나자르 본주우라는 부적이 있다.

## 같이 보기
- 사시 (민속)
- 나자르 본주우